# 北馬里亞納群島足球協會
北馬里亞納群島足球協會是專門管轄北馬里亞納群島足球事務的組織，成立於2005年。該組織在2007年以临时会员身份加入東亞足球協會，并于2008年9月成为東亞足球協會正式会员。2009年7月以准会员身份加入亞洲足協。由於北馬里亞納群島足球協會尚未加入國際足協，故不能參加世界盃。

## 外部連結
- 官方網頁（页面存档备份，存于）
- 亞洲足協網頁
- 東亞足協網頁（页面存档备份，存于）